# 鹽田站 (平安南道)
鹽田站（韓語：염전역）是朝鮮民主主義人民共和國平安南道肃川郡的一個鐵路車站，属于南洞线。

## 邻近车站
南洞线
大丰站 - 鹽田站 - 万丰站